# John Lytle
Pour les articles homonymes, voir Lytle.
John N. Lytle est né le 12 août 1869 à Belfast (Irlande du Nord) et mort en août 1904, est un joueur de rugby à XV qui a évolué avec l'équipe d'Irlande. John a eu un frère James qui a été international avec l'équipe d'Irlande à la même époque. 

## Carrière
John Lytle a joué avec la province de l'Ulster. Il a disputé son premier test match le 1er décembre 1888 contre l'équipe des Māori de Nouvelle-Zélande. Son dernier test match fut contre l'équipe du pays de Galles le 10 mars 1894. John Lytle a remporté le Tournoi britannique de rugby à XV 1894.

## Palmarès
- Vainqueur du tournoi en 1894

## Statistiques en équipe nationale
- 8 sélections en équipe nationale
- 5 points (1 essai, 1 transformation)
- Sélections par années : 1 en 1888, 1 en 1889, 1 en 1890, 2 en 1891, 3 en 1894
- Tournois britanniques disputés: 1889, 1890, 1891, 1894